# Le Pigeon dissident
 (mars 2019).
Le Pigeon dissident est le journal étudiant de la Faculté de droit de l'Université de Montréal, au Québec. Il s'agit d'un mensuel publié en format papier et Web.
Créé en 1974, le journal est écrit et géré par les étudiants de droit. Les publications se composent de textes d'opinions juridiques et politiques, d'entrevues ainsi que d'une section culturelle avec des critiques de livres, de films et de pièces de théâtre. Sont également publiés des textes de collaborateurs internationaux, essentiellement des étudiants de la Faculté participant à des programmes d'échanges.
Le Pigeon dissident est distribué dans les murs de la Faculté de droit, sur le campus de l'Université de Montréal ainsi que chez certains collaborateurs du milieu juridique et non-juridique.

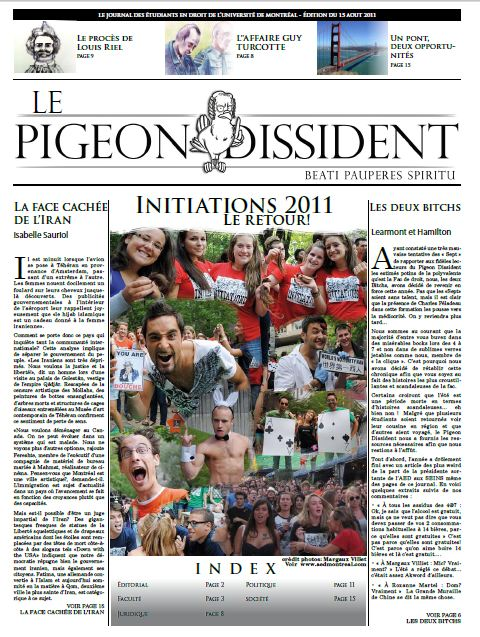
Page couverture de l'édition d'août 2011.

## Histoire

### Origine du nom
Le journal fut nommé ainsi en référence à l'ancien juge de la Cour suprême du Canada, Louis-Philippe Pigeon qui avait la réputation d'écrire des décisions dissidentes étoffées et fréquentes à la Cour.

### Enquête sur la réputation de juge dissident
Dans son édition du 11 octobre 2012, Le Pigeon dissident publiait une enquête approfondie afin de déterminer si cette réputation du juge Louis-Philippe Pigeon n'était qu'un mythe ou si elle était avérée.

### Éditions préliminaires (1974-1976)
Durant les deux premières années de son existence, Le Pigeon dissident était imprimé sur des feuilles de format lettre, brochées à la main.

### Les débuts de l'impression lithographique (1976)
En août 1976, il est publié pour la première fois sous sa forme actuelle. Cette édition est considérée comme le premier volume du mensuel.
En janvier 2006, Le Pigeon dissident est devenu l'un des membres fondateurs de l'Agence de presse étudiante mondiale (APEM).
Le 30 octobre 2007, le journal accepte, par décision en assemblée générale, de devenir bilingue et de publier des articles en anglais,,. La décision suscite la controverse,.
Le Pigeon dissident est administrativement indépendant de l'Association des étudiants en droit à l'Université de Montréal (AED), puisqu'il n'en reçoit aucun financement. Les activités du journal sont financées par une cotisation étudiante, actuellement fixée à deux (2) dollars canadiens par étudiant inscrit à la Faculté de droit, par session. Aussi, le journal réussi à poursuivre ses activités grâce à certains commanditaires, achetant de la publicité dans son édition papier et sur son site web.

### L'ère numérique (à partir de 2011)
Depuis la rentrée 2011, le Pigeon dissident tient un blogue destiné aux étudiants en droit à l'Université de Montréal, en parallèle de la parution mensuelle sur support papier. Ce blogue se retrouve sur le site du Pigeon dissident.
En 2012, Le Pigeon dissident est à l'origine de la révélation non seulement du vol de 15 000 dollars canadiens de l'AED de la faculté de droit de l'Université de Montréal, mais également de la tentative d'étouffement de l'affaire par l'association étudiante.
En août 2016, ce blog a fait peau neuve avec une nouvelle présentation visuelle et la mise en archive de tous les anciens billets.[réf. souhaitée]

## Photographies
